# John M. Murphy
John Michael Murphy (Nueva York, Estados Unidos, 3 de agosto de 1926 - ibídem, 25 de mayo de 2015) fue un miembro demócrata de la Cámara de Representantes de los Estados Unidos por el estado de Nueva York.

## Biografía y carrera política
Murphy nació en Staten Island, Nueva York, y asistió a la academia militar de La Salle, al Amherst College y a la Academia Militar de los Estados Unidos, situada en West Point.
Durante el período comprendido entre agosto de 1944 y julio de 1956, sirvió en el Ejército estadounidense, primero como voluntario y más tarde como comisionado, nombramiento que se produjo tras cuatro años en West Point. A lo largo de su servicio militar, fue condecorado con la Cruz por Servicio Distinguido y con la Estrella de Bronce.
Resultó elegido como demócrata para ocupar un lugar en el octogésimo octavo Congreso de los Estados Unidos, así como para los siguientes ocho (3 de enero de 1963 - 3 de enero de 1981); a pesar de haberse visto salpicado por el escándalo de sobornos conocido por el nombre de Abscam, consiguió ser reelegido en el año 1980 para conformar el nonagésimo séptimo Congreso, un año antes de su retirada.
Su hijo, Mark Murphy, es un promotor inmobiliario que trabajó como ayudante de Bill de Blasio durante el mandato de este como Defensor del Pueblo de la ciudad de Nueva York. El 19 de enero de 2012, Mark anunció que se presentaría a las elecciones con el objetivo de ocupar el asiento del Congreso que su padre había ocupado durante cerca de dos décadas. El 6 de noviembre de ese mismo año, Murphy perdió las elecciones frente al republicano Michael Grimm —quien ocupó el asiento entre los años 2011 y 2015— por un resultado de 46,2 % - 52,8 %.
Murphy falleció el 25 de mayo de 2015 en un hospital de Staten Island, a los 88 años de edad.